# ½ Mensch
½ Mensch, auch Halber Mensch genannt, ist das dritte Studioalbum der deutschen Musikgruppe Einstürzende Neubauten. Es wurde im Oktober 1985 von What’s So Funny About… (heute ZickZack Records) veröffentlicht. Es stellt die Abkehr vom früheren experimentellen Noise- und Industrial-Sound hin zu einer eher herkömmlichen musikalischen Herangehensweise dar.

## Entstehungsgeschichte
1984 befanden sich Einstürzende Neubauten in einer schaffenstechnischen Krise. Die ursprüngliche Herangehensweise, das experimentelle Spiel mit Geräuschen und der anfangs meist unstrukturierte Krach, für den die Band populär geworden war, entwickelte sich zur Sackgasse. Im September 1984 kündigte Blixa Bargeld im Musikexpress an, kompositorisch neue Wege zu gehen. Zwar sollte der Industrial-Sound nicht ganz aufgegeben werden, doch wollte man nun strukturierter vorgehen. Entstanden die vorherigen Aufnahmen oft zeitversetzt und wurden durch das Sampling aus einzelnen Geräuschaufnahmen zusammengesetzt, wollte die Band nun im Studio zusammen agieren und verzichtete weitestgehend auf Overdubs. Produziert wurde das Album in den Berliner Hansa-Studios von Gareth Jones, der vorher bereits mit Depeche Mode zusammengearbeitet hatte. Eine Ausnahme stellt das Stück Sehnsucht dar. Dabei handelte es sich um ein Überbleibsel, das im Rahmen einer John Peel Session 1983 auf BBC entstand. Es ist daher auch im ursprünglichen Stil der Band verhaftet.
Das Album erschien im Oktober 1985 als CD- und LP-Version über das kurz vorher von Alfred Hilsberg gegründete Label What’s So Funny About…. Zu dieser Zeit hatte Hilsberg wegen Überschuldung sein eigentliches Label Zickzack Records aufgelöst und versuchte mit einem hohen Bankkredit nun international zu expandieren. Zu diesem Zweck schloss Hilsberg mit EFA-Nord einen neuen Vertriebsdeal ab. Ata Tak, beziehungsweise deren Vertrieb Das Büro, fühlte sich hintergangen und verklagte Hilsberg um die Rechte der angekündigten Neubauten-Single Yü-Güng. Letztlich bekam Hilsberg die Rechte an der Single, musste aber sechs tausend Mark Strafe zahlen, die EFA übernahm. Die Rechnung ging für EFA auf, denn sie sicherten sich so auch den Vertrieb des Albums ½ Mensch. Das Album verkaufte sich über 30.000 Mal, was den bis dahin größten Erfolg für Hilsberg darstellte.
Auf einer Bonus-12’’ lag der Erstveröffentlichung des Albums das Instrumental-Stück Das Schaben in zwei Versionen bei. Dieses basierte auf Der Tod ist ein Dandy, allerdings mit veränderter Geräuschabfolge und bestand nur aus Klangmustern von quietschenden, kreischenden, aufeinander reibenden Metallstücken. Im Gegensatz zur Version mit Gesang ist kein wirklicher Aufbau erkennbar. Beide Stücke unterschieden sich nur geringfügig. Bei den späteren CD-Veröffentlichungen wurden beide Versionen zu einem fast 10-minütigen Song zusammengefasst.
Anlässlich der Veröffentlichung des Albums kam es außerdem zur Zusammenarbeit mit dem japanischen Regisseur Sōgo Ishii, der die Band bei einem Auftritt in Japan begleitete. Für den rund 60-minütigen Dokumentarfilm wurden die Lieder Sehnsucht, Letztes Biest, Halber Mensch, Z.N.S., Yü-Gung (fütter mein Ego), Der Tod ist ein Dandy sowie Das Schaben verwendet, der Rest stammte von früheren Alben der Band. Der Dokumentarfilm zeigt die Band in einer leeren Fabrikhalle, bei einem Livekonzert sowie auf den belebten Straßen von Tokio.
2002 erschien über das Label Potomak eine digital remasterte Version im Digipak, die drei Bonustitel enthielt. Das Mastering stammt von Michael Schwabe.

## Musikstil und Texte
Während die Vorgängeralben in vielfacher Hinsicht reine Lärmorgien waren, war das Album ½ Mensch das erste der Band, welches Songstrukturen erkennen ließ. Die Musik ist stark rhythmusorientiert und enthält weiterhin die Elemente, für welche die Einstürzenden Neubauten bekannt waren. Wie auf den Vorgängeralben wurden Haushaltsgegenstände und Industriewerkzeuge für den Rhythmus verwendet, aber es kamen auch Synthesizerklänge hinzu sowie die traditionelle Instrumentierung mit Bass und Schlagzeug. Zudem wurde erstmals rudimentäres Sampling erzeugt: Die Sound-Brocken wurden in eine Schlaufe gelegt und immer wieder abgespielt. Zudem waren manche Songs erstmals auch im popmusikalischen Stil Strophe – Refrain – Strophe verfasst. Der Gesang ist meist in das Unmenschliche verzerrt, so bedient sich Blixa Bargeld sowohl gutturalem Kreischen und Schreien, aber auch Flüstern.
Textlich behandelt das Album die menschliche Auflösung und den Verfall der Gesellschaft, ein wiederkehrendes Thema der Einstürzenden Neubauten. Die Texte waren im Wesentlichen geprägt vom überbordenden Speed-Konsum seiner Protagonisten, der Eingang in alle Lieder des Albums fand. Explizit thematisiert wurde dies in Yü-Gung, das den Untertitel Fütter mein Ego trägt. Das gesamte Album stellt im Prinzip eine Nacht im Leben eines Speed-Konsumenten dar. Das Eröffnungs- und Titelstück des Albums beginnt mit wechselndem Frauen- und Männergesang, der im Studio getrennt aufgenommen und dann zusammengesetzt wurde. Am Gesang beteiligte sich auch MaGita Haberland von Abwärts. Die Szenerie erinnert an eine WG-Party. Es ist zugleich das erste Lied von Einstürzende Neubauten, das nicht aus Metalllärm besteht. Yü-Gung, mit sieben Minuten das längste Lied des Albums, hat einen tanzbaren Grundrhythmus. Dieser rührte vom Hacken eines Rasiermessers auf einem Spiegel, um das Ziehen einer Line zu imitieren. Der Text behandelt die Egomanie und Paranoia, die sich unter dem Konsum von Speed entwickelt. So heißt es in wiederkehrenden Songzeilen zum Beispiel „Niemals schlafen, alles Lügen, staubiges Vergnügen“ sowie im Hinblick auf die Nebenwirkungen von Rauschmittelmissbrauch: „In meinem Mund ist sowieso alles verrottet und meine Nase hat direkten Zugang zum Gehirn“. In dem darauf folgenden Song Trinklied werden Motive aus Der König in Thule von Johann Wolfgang von Goethe verwendet. Das Lied bedient sich einer altertümlichen Sprache, kombiniert mit dem rollenden R. Z.N.S. beschreibt das Erwachen nach einer durchzechten Nacht und bedient sich eines peitschenden Rhythmus. Seele brennt dagegen arbeitet mit dem Element der Stille, das sich zwischen zwei Klaviertönen, mehreren Schreien sowie Flüstern von Blixa Bargeld entfaltet. Der Tod ist ein Dandy besteht aus dem Geräusch zweier aufeinander reibender, kreischender Metallplatten sowie rasselnden Ketten. Der Text verbindet das den Neubauten ureigene Thema Verfall und Tod mit der ästhetischen Figur eines Dandys auf einem Pferd. Letztes Biest (am Himmel) wird rhythmisch durch das Schlagen auf zwei Fässern begleitet. Der Text, der die wirre Geschichte eines „Sternentiers“ erzählt, setzt mit dem Motiv der Morgendämmerung einen Schlusspunkt unter das Album.

## Titelliste
Alle Lieder stammen von Einstürzende Neubauten. Eine Ausnahme stellt der Titeltrack dar, der zusammen mit Nikkolai Weidemann geschrieben wurde.
1. Halber Mensch – 4:13
2. Yü-Gung (Fütter mein Ego) – 7:14
3. Trinklied! – 1:15
4. Z.N.S. – 5:40
5. Seele brennt – 4:05
6. Sehnsucht (zitternd) – 2:55
7. Der Tod ist ein Dandy – 6:41
8. Letztes Biest (am Himmel) – 3:28

Bonustitel
1. Sand – 3:30 (Coverversion von Lee Hazlewood)
2. Yü-Gung (Adrian Sherwood Remix) – 7:28
3. Das Schaben – 9:22

## Singleauskopplungen
Yü-Gung wurde als Maxi-12’’ ausgekoppelt. Dafür fertigte Musikproduzent Adrian Sherwood, Gründer des Dub-Labels On-U Sound, einen eigenen Remix des Stückes an. Er hatte sich bereits vorher durch Remixe für Depeche Mode einen Namen gemacht und arbeitete später auch mit Cabaret Voltaire, Ministry und Nine Inch Nails zusammen. Sherwood veränderte am Song allerdings nur wenig, sondern variierte im Prinzip nur die Abfolge. Die B-Seite wurde mit „Zwei Liebeslieder“ überschrieben. Es befanden sich eine Coverversion namens Sand sowie der Albumtrack Seele brennt auf der Maxi. Sand hatte Lee Hazlewood 1967 für die B-Seite von Ladybird, seines Duetts mit Nancy Sinatra, geschrieben. Das Lied ist eng an das Original angelehnt, so befinden sich Gitarrensolo und Bassbegleitung auf dem Track. Dennoch sind auch typische Neubauten-Elemente vertreten. So ist der aus drei Schlägen bestehende Rhythmus mit metallischen Klängen unterlegt. Zudem sang Blixa Bargeld beide Gesangspassagen ein, die eigentlich als Dialog angelehnt waren. Seine englische Aussprache klang unbeholfen. Für die Band war es dennoch der erste konventionelle Song, den sie veröffentlichten.

## Rezeption
Sowohl in kommerzieller als auch in musikalischer Hinsicht handelte es sich bei ½ Mensch um einen ersten Höhepunkt im Schaffen der Band. Musikalisch stellte das Album die bisher modernste Platte der Band dar und hat in der Diskografie der Einstürzenden Neubauten eine Sattelstellung. Für die Band selbst diente das Album als Bewährungsprobe. Sie versuchten zu verhindern, dass ihre Musik ins Klamaukhafte, Komische abdriftete, und versuchten nun eine kleine Kehrtwende, um ihre Identität zu bewahren, aber auch ihren eigenen Ruf nicht zu beschädigen. Es war das erste Album, in dem die Texte abgedruckt waren, und markierte den Übergang von der „Genialen Dilettanten“-Phase, wie sich die ersten Künstler der Neuen Deutschen Welle und der frühen Punkbewegung verstanden, hin zu Musik mit Bildungsanspruch. Kommerziell handelte es sich um die bisher ertragreichste Veröffentlichung von Alfred Hilsberg. Insbesondere der Song Yü-Gung wurde zu einem Hit in den Szenediskos und öffnete den Einstürzenden Neubauten erstmals den Zugang zu einer breiteren Hörerschicht abseits der Industrial- und Punkszene. Anknüpfungspunkte bestanden zur populärer werdenden Electronic Body Music, ohne dass die Einstürzenden Neubauten diesen Schritt aber gingen.
Dennoch, die Musik war immer noch wenig massentauglich. Ulf Kubanke bezeichnete das Album in der Retrospektive als „das Verstörendste, was Deutschland 1985 zu bieten hatte“. Bei laut.de wird das Album als sogenannter „Meilenstein“, also eine „Platte, die jeder Musikfan gehört haben muss“ gelistet. Johannes Ullmaier nannte das Album im Popmusik-Magazin Testcard eine „der wichtigsten Platten der Mittachtziger“. Auf dem Album würde die „Symbiose von Punk und Bildungsanbindung“ gelingen.